# Iglesia de San Bartolomé Apóstol (Adzaneta)
La iglesia de San Bartolomé de Adzaneta, de estilo barroco, es un templo católico situado en el centro de la población y sede de la parroquia de la Diócesis de Segorbe-Castellón.

## Historia
La parroquia se constituye inmediatamente después de la conquista cristiana; ya aparece mencionada en el año 1279. En 1315 vuelve a ser mencionada cuando el obispo de Tortosa Francesc Paholac hace una Visita Pastoral, pero del edificio no se hace ninguna mención. A finales del siglo XIV, un testamento nos da noticias de algunos retablos de la iglesia, pero poco más.
A principios del siglo XVII ya aparecen referencias acerca de la voluntad del pueblo de construir una nueva iglesia por encontrarse el edificio en un estado lamentable, pero las obras se retrasan por las penurias económicas y sociales que sufren los adzanetinos durante gran parte del siglo: sequías, guerras y epidemias. En los años 30 del siglo XVII se inician las obras, pero no será hasta 1674 cuando las obras cobren impulso, y estas continuarán hasta final del siglo, estando en 1701 ya acabadas. Los maestros de obras encargados de la construcción fueron los Esteller, familia proveniente de Valencia. El coro, construido en el presbiterio, fue trasladado en 1757 los pies de la nave convirtiéndose en un coro alto.
En 1858 la iglesia fue ampliada con la unión del templo y la capilla de la Comunión.
Hasta el siglo XIX el altar mayor había sido dedicado a la Virgen María de Ángeles y a San Bartolomé, y después, solo a San Bartolomé, menos en 1685 y 1686 en que se cambia la advocación del altar mayor a Santa Ana.
Está declarada Bien de Relevancia Local con la categoría de Monumento de Interés Local por la Disposición Adicional Quinta de la Ley 5/2007, de 9 de febrero, de la Generalidad Valenciana, del Patrimonio Cultural Valenciano.

## Arquitectura

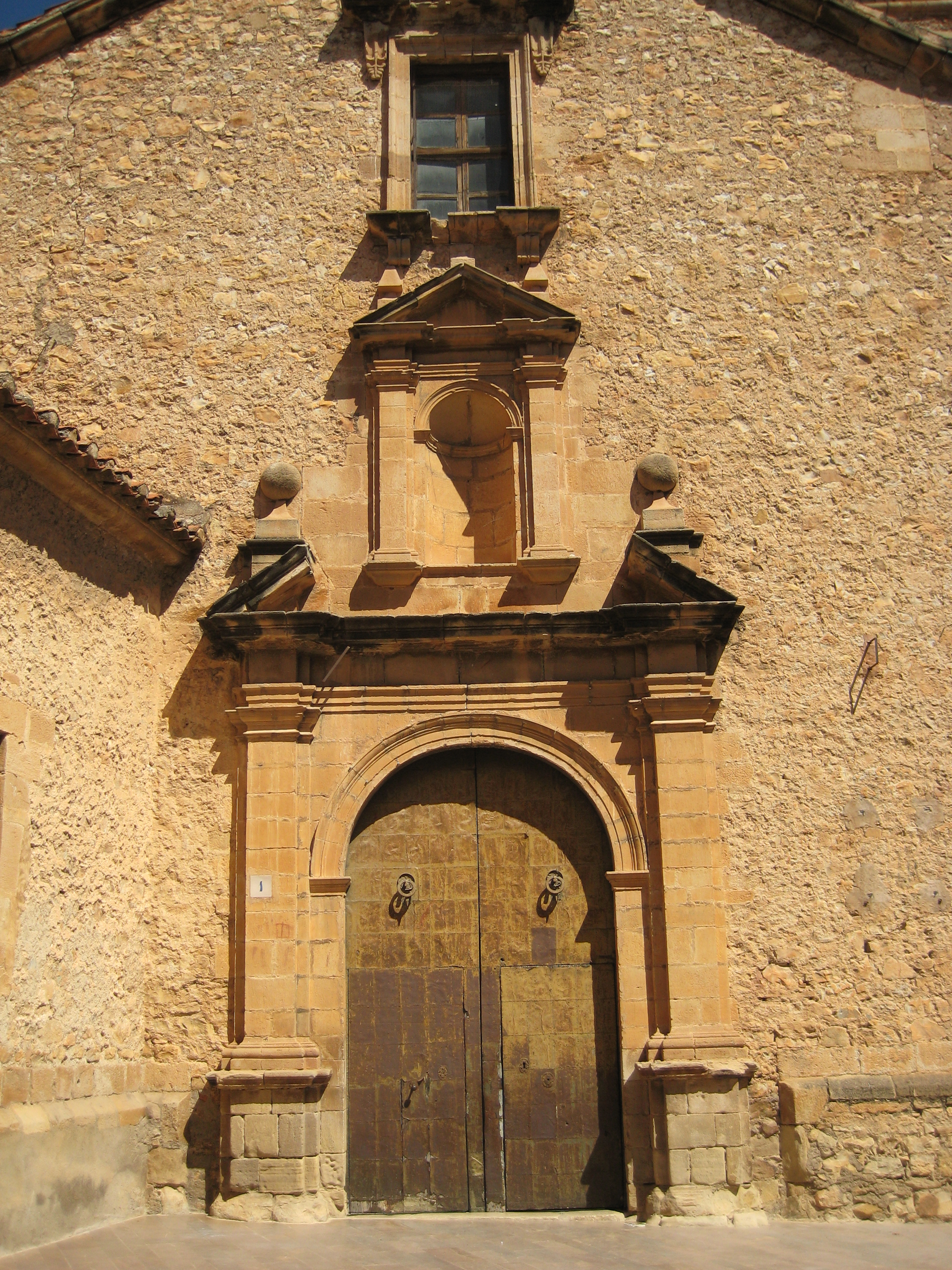
Portada principal

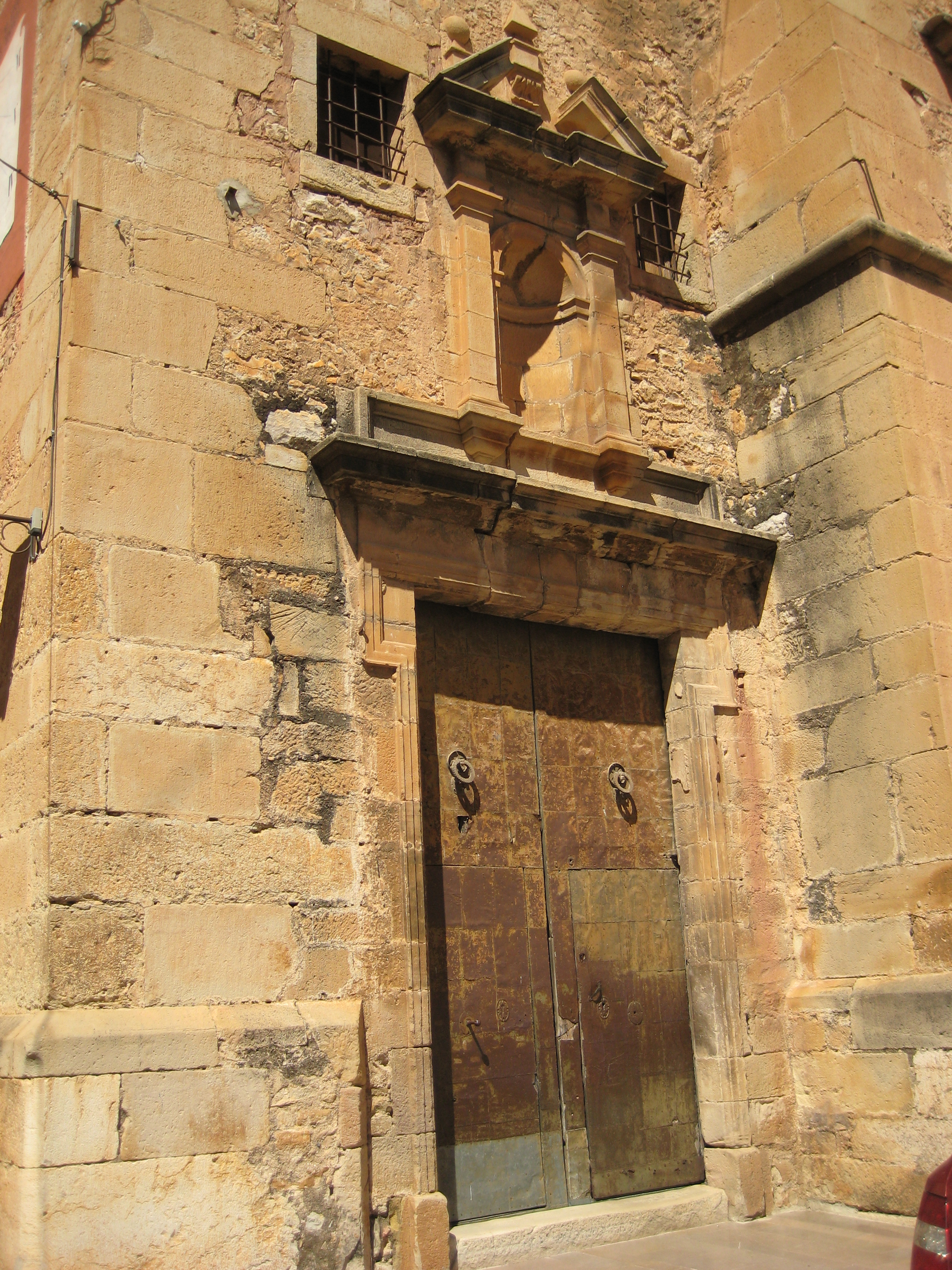
Portada lateral

### Estructura
El templo es de nave única con capillas tipo hornacina entre los contrafuertes, cubierta por vuelta de cañón con lunetas, con presbiterio plano rematado por un arco atrompetado donde se sitúa el retablo mayor, y el coro a los pies.

### Fachadas

#### Portada principal
La portada principal, situada a los pies de la iglesia, presenta una apertura de medio punto con arco moldurado, flanqueada por pilastras dóricas que sostienen un entablamento sencillo, sobre el que descansa un frontón partido, el cual tiene bolas en los extremos y una hornacina en el centro, está flanqueada por pilastras dóricas que soportan un frontón, coronado por pináculos. Por encima, para iluminar la nave y para dar más verticalidad a la portada, una ventana moldurada perimetralmente, con un alféizar sostenido por ménsulas, formando una cornisa, y por encima del dintel, otra cornisa, también sostenida por ménsulas, que sostiene un frontón circular.

#### Portada lateral
La portada lateral está situada junto a la Epístola, cerca de los pies de la nave, entre la fachada principal y la torre campanario. Presenta una apertura de arco adintelado, con molduras en las jambas, y cubierta por una cornisa. Encima, una hornacina enmarcada por pilastras dóricas sostenidas por ménsulas, y que cargan un entablamento rematado por un frontón partido.

### Interior
Conserva cuatro retablos de los siglos XVII y XVIII, obras de madera policroma con abundancia de dorados: el Mayor, el de la Virgen María de Roser, el del Santo Cristo y el de la Virgen María de Belén. El retablo mayor es un espacio atrompetado ordenado por columnas solomónicas y estípites en el cuerpo superior. Del retablo del Santo Cristo destaca la escultura central, obra de José Sancho. Los otros retablos son posteriores, con perfiles sinuosos casi rococós.

### Campanario
La torre campanario, adosada en la iglesia en el lado de la Epístola, tiene planta cuadrada, con dos cuerpos macizos separados por molduras, y el cuerpo de las campanas, con una apertura de medio punto flanqueada por dos parejas de pilastras dóricas, en cada cara. Está remada por pequeños porches, donde encontramos el reloj con esferas a los cuatro vientos.

## Museo parroquial
Situado en la capilla del Bautismo, conserva obras de interés artístico:
- Retablo de San Juan Baptista, de finales del siglo XV, de estilo gótico con aportaciones renacentistas. Proviene de la iglesia del Castillo.
- La flagelació y La Visitació de la Virgen María, pinturas sobre mesa de finales del siglo XV, fragmentos de un retablo.
- Ostensori del siglo XVII.
- San Juan Baptista, lienzo del siglo XVII, atribuido a Jeroni Jacinto Espinosa.
- Reliquiario de Vera Cruz, de finales del siglo XV, de taller valenciano, trabajado con plata sobredorada.
- Cáliz del Venerable, del siglo XVI y punzón valenciano, de plata sobredorada.